# Guanidin
Guanidin je organická sloučenina, jejíž vzorec je HNC(NH2)2. Jedná se o bezbarvou pevnou látku rozpustnou v polárních rozpouštědlech. Guanidin je silná zásada používaná při výrobě plastů a výbušnin. Nachází se v moči jako produkt metabolismu bílkovin. Je součástí postranního řetězce argininu.

## Výroba
Poprvé jej izoloval Adolph Strecker rozkladem guaninu izolovaného z peruánského guána.
Laboratorně jej lze připravit tepelným rozkladem thiokyanatanu amonného při 180–190 °C v bezvodém prostředí:
3 NH4SCN → 2 CH5N3 + H2S + CS2
Průmyslová výroba se skládá ze dvou kroků. Prvním je reakce dikyanamidu s amonnými solemi. Při této amonolýze vzniká biguanidin, z kterého vznikají soli s guanidiniovým kationtem. V druhém kroku reagují soli se zásadou, např. methoxidem sodným.

## Chemické vlastnosti

### Guanidiniový kation

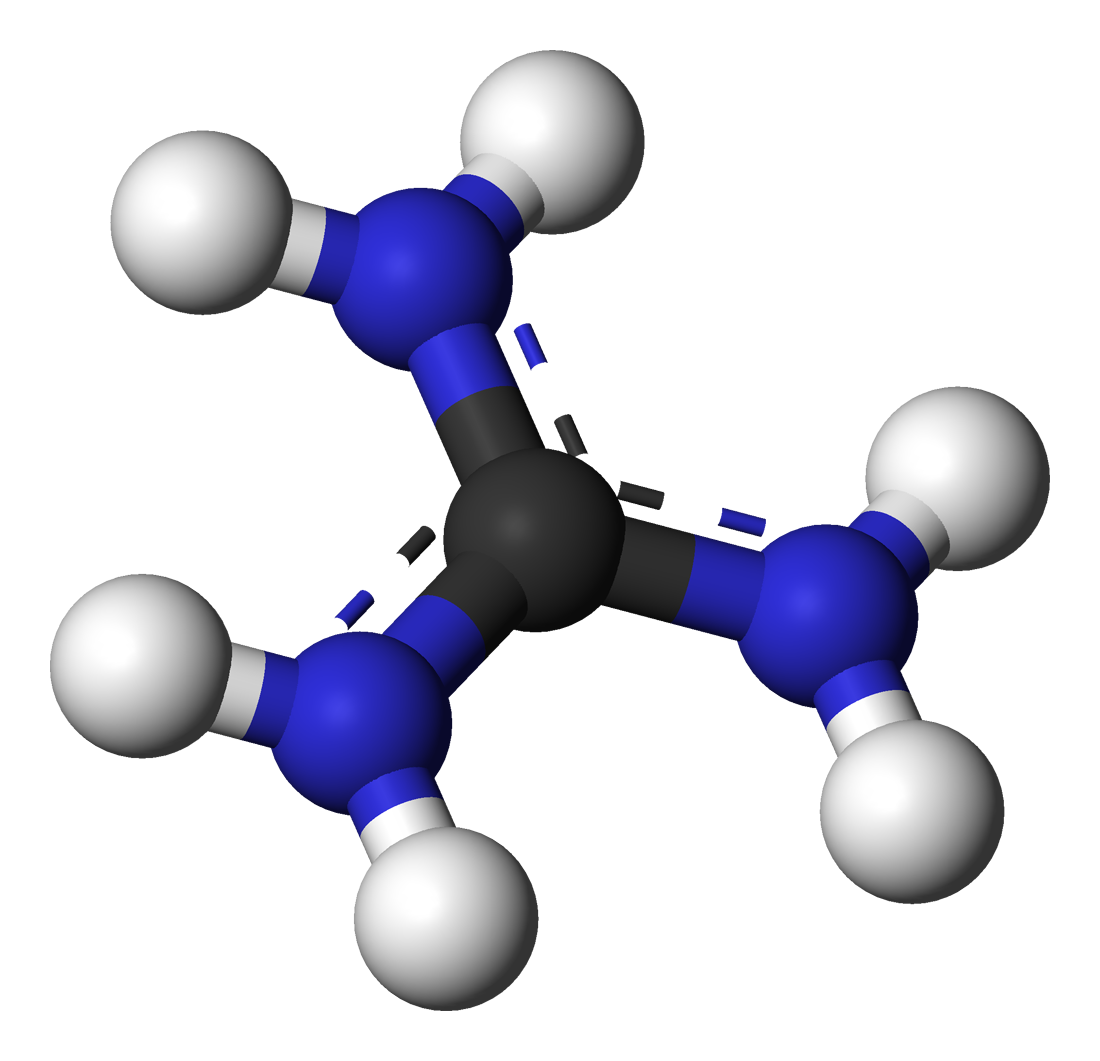

S pKb = 0,4 je guanidin silná zásada. Většina guanidinových derivátů jsou ve skutečnosti soli obsahující jeho konjugovanou kyselinu, která se nazývá guanidinium a jejíž vzorec je C(NH2)3+. Je to planární souměrný stabilní ion s řádem vazby 4/3.

## Využití
Dusičnan guanidinu se používá jako plyn v airbazích. Guanidiniumchlorid se používá na denaturaci bílkovin. Guanidiniumhydroxid je aktivní látkou některých přípravků na vyrovnání vlasů.

## Deriváty guanidinu

Mezi deriváty guanidinu patří například arginin, kreatin a saxitoxin.